# Gyermely
Gyermely is een plaats (község) en gemeente in het Hongaarse comitaat Komárom-Esztergom. Gyermely telt 1273 inwoners (2001).